# Петровское сельское поселение (Лискинский район)
Петровское сельское поселение — муниципальное образование в Лискинском районе Воронежской области.
Административный центр — село Петровское.

## Население
| 2010 | 2012 | 2013 | 2014 | 2015 | 2016 | 2017 |
| ---- | ---- | ---- | ---- | ---- | ---- | ---- |
| 864  | ↘821 | ↘812 | ↘788 | ↘780 | ↘778 | ↘772 |
| 2018 |      |      |      |      |      |      |
| ↘751 |      |      |      |      |      |      |

## Населённые пункты
В состав поселения входят 5 населённых пунктов:
1. село Петровское
2. слобода Екатериновка
3. хутор Михайловский
4. хутор Новая Грань
5. хутор Первое Мая